# 栄子姫
栄子姫（えいこひめ 、生没年不詳）は、戦国時代の女性。本多忠勝の妹で、長束正家の正室。
本多忠高の娘。慶長5年（1600年）関ヶ原の戦いで敗れた夫の長束正家は佐久良谷で自刃した。栄子姫は城を脱出し、正家の旧臣山本浅右衛門に匿われ、そこで男児を出産するも、間も無く死去した。
水口町柏木神社の西に葬られたといい、現在も「姫塚」が残る。
残された男児は浅右衛門の元で育てられ大徳寺3世の還誉上人となった。還誉上人は母の菩提を弔うために北脇の地蔵堂を改築し、栄照寺と号した。